# Nazionale di bob del Belgio
La nazionale di bob del Belgio rappresenta il Belgio nelle competizioni internazionali di bob.
La squadra ha preso parte a dodici edizioni dei Giochi olimpici invernali, vincendo due medaglie.

## Storia
Il Belgio ha guadagnato la fama in questo sport nel debutto alle prime Olimpiadi invernali di Chamonix nel 1924, dove un bob belga di cinque uomini vinse la medaglia di bronzo.  La seconda e ultima medaglia del bob belga alle Olimpiadi invernali, vinta anch'essa durante la gara a quattro, fu l'argento a Sankt Moritz nel 1948.
Dopo un'assenza di 46 anni dei bob belgi, una delegazione belga di due donne (composta da Elfje Willemsen ed Eva Willemarck) ha partecipato alle olimpiadi invernali di Vancouver 2010, dove ottenne i soprannome di "pallottole belghe" (Belgian Bullets), grazie alla velocità e alla tipica forma delle slitte del bob. Ulteriori equipaggi hanno partecipato ai Giochi di Soči 2014, con Elfje Willemsen e Hanna Mariën, e a Pyeongchang 2018 con due coppie sempre al femminile, una guidata dalla Willemsen, e l'altra da An Vannieuwenhuyse. 

## Partecipazione ai giochi olimpici invernali

### Bob a quattro maschile
| anno | città                | classifica | composizione |
| ---- | -------------------- | ---------- | --- |
| 1924 | Chamonix             | 3°         | Charles Mulder, René Mortiaux Paul van den Broeck, Victor Verschueren, Henri Willems |
| 1928 | Sankt Moritz         | 6° 16°     | Ernest Casimir-Lambert, Marcel Sedille-Courbon, Léon Tom, Max Houben, Walter Jean, Vicomte Ganshof van der Meersch Charles Mulder, Ferdinand Hubert, Louis Crooy, Hubert Kryn, Robert Langlois |
| 1932 | Lake Placid          | DNS        | Max Houben, Jacques Maus, Louis Van Hege, Christian Hansez |
| 1936 | Garmish-Partenkirken | 5° 8°      | Max Houben, Martial Van Schelle, Louis De Ridder, Paul Graeffe René, Baron de Lunden Philippe, Comte de Pret Roose, Eric, Vicomte De Spoelberch, Gaston Braun                                  |
| 1948 | Sankt Moritz         | 2°         | Max Houben, Freddy Mansveld, Louis-Georges Niels, Jacques Mouvet |
| 1964 | Innsbruck            | 17°        | Jean de Crawhez, Thierry De Borchgrave, Charly Bouvy, Camille Liénard, Jean-Marie Buisset |

### Bob a due maschile
| anno | città                | classifica | composizione                                                                       |
| ---- | -------------------- | ---------- | ---------------------------------------------------------------------------------- |
| 1932 | Lake Placid          | 9° 10°     | Max Houben, Louis Van Hege Christian Hansez, Jacques Maus                          |
| 1936 | Garmish-Partenkirken | 8° 9°      | René, Baron de Lunden, Eric, Vicomte De Spoelberch Max Houben, Martial Van Schelle |
| 1948 | Sankt Moritz         | 4° 10°     | Max Houben, Jacques Mouvet Marcel Leclef, George Niels                             |
| 1952 | Oslo                 | 6° 18°     | Marcel Leclef, Albert Casteleyns Charles De Sorgher, André De Wulf                 |
| 1956 | Cortina d'Ampezzo    | 13°        | Marcel Leclef, Albert Casteleyns                                                   |
| 1964 | Innsbruck            | DNF        | Jean-Marie Buisset, Claude Englebert                                               |

### Bob a due femminile
| anno | città       | classifica | composizione                                                       |
| ---- | ----------- | ---------- | ------------------------------------------------------------------ |
| 2010 | Vancouver   | 14°        | Elfje Willemsen, Eva Willemarck                                    |
| 2014 | Soči        | 6°         | Elfje Willemsen, Hanna Mariën                                      |
| 2018 | Pyeongchang | 11° 12°    | Elfje Willemsen, Sara Aerts An Vannieuwenhuyse, Sophie Vercruyssen |
| 2022 | Pechino     | 15°        | An Vannieuwenhuyse, Sara Aerts                                     |